# Theoderik II
Theoderik II (född 587, död 613) frankisk merovingisk kung av Burgund 595–613 och Austrasien 612–613.  Son till Childebert II och Faluba. Bror till Theodebert II.
Trots deras mormors ansträngningar bekämpade Theoderik och Theodebert varandra.